# Theli
Theli je peti studijski album švedskog sastava Therion. Diskografska kuća Nuclear Blast objavila ga je 9. kolovoza 1996.

## O albumu
Iako je po mračnom prizvuku nalik na prethodne albume skupine, prekretnica je u njezinoj povijesti jer je prvi Therionov uradak na kojem su pjevali i akademski zboristi te se smatra jednim od prvih albuma simfonijskog metala. Christofer Johnsson, vođa skupine, izjavio je da je neke pjesme za uradak napisao tijekom rada na prethodnom albumu Lepaca Kliffoth, ali da ih je odlučio snimiti naknadno jer nije imao dovoljno novca za snimanje zborskih vokala.
Na naslovnici uratka prikazan je egipatski bog Set. Posljednji je Therionov album na kojem je pjevao Christofer Johnsson do Lemurije iz 2004. Za pjesmu „To Mega Therion” snimljen je glazbeni spot.

## Popis pjesama
| 1.    | »Preludium« (instrumentalna skladba)                 |                    | Christofer Johnsson | 1:43 |
| 2.    | »To Mega Therion«                                    | Thomas Karlsson    | Johnsson            | 6:33 |
| 3.    | »Cults of the Shadow«                                | Karlsson, Johnsson | Johnsson            | 5:13 |
| 4.    | »In the Desert of Set«                               | Johnsson           | Johnsson            | 5:27 |
| 5.    | »Interludium« (instrumentalna skladba)               |                    | Jonas Mellberg      | 1:47 |
| 6.    | »Nightside of Eden«                                  | Karlsson           | Johnsson            | 7:29 |
| 7.    | »Opus Eclipse« (instrumentalna skladba)              |                    | Johnsson            | 3:40 |
| 8.    | »Invocation of Naamah«                               | Karlsson, Johnsson | Johnsson            | 5:30 |
| 9.    | »The Siren of the Woods«                             | Johnsson           | Mellberg            | 9:53 |
| 10.   | »Grand Finale / Postludium« (instrumentalna skladba) |                    | Johnsson            | 4:04 |
| 51:19 |                                                      |                    |                     |      |

## Recenzije
| Recenzije           | Recenzije |
| Izvor               | Ocjena    |
| ------------------- | --------- |
| Chronicles of Chaos | 10/10     |
| Sputnikmusic        | 4,5/5     |

Dobio je pozitivne kritike. U osvrtu za Chronicles of Chaos Adrian Bromley dao mu je najvišu ocjenu nazvavši ga „moćnim remek-djelom profinjenosti, simfonijskih zvukova i čiste genijalnosti” te dodavši da je „pun golemih epskih pjesama [koje] dočaravaju osjećaje, složenost i inteligenciju”. Sputnikmusicov recenzent dao mu je četiri i pol boda od njih pet i zaključio je da je riječ o „dragulju simfonijskog i ezoteričnog metala” te da sadrži „zamršene i zaista pamtljive melodije ”.

## Zasluge
| Therion - Christofer Johnsson – gitara; vokal (na 2., 4. i 8. pjesmi), klavijatura - Piotr Wawrzeniuk – bubnjevi; vokal (na 2., 3., 4., 6. i 8. pjesmi) - Lars Rosenberg – bas-gitara - Jonas Mellberg – gitara, akustična gitara, klavijatura Ostalo osoblje - Peter Grøn – naslovnica, omot albuma, dizajn | Dodatni glazbenici - Dan Swanö – vokal (na 3. i 6. pjesmi) - Anja Krenz – vokal (sopran) (na pjesmi „The Siren of the Woods”); zborski vokal (na 5., 7. i 9. pjesmi) - Axel Pätz – vokal (bas, bariton) (na pjesmi „The Siren of the Woods”); zborski vokal (na 5., 7. i 9. pjesmi) - Jan Peter Genkel – glasovir, dodatna klavijatura, programiranje, tonska obrada, miksanje, produkcija, mastering - Gottfried Koch – programiranje, dodatna klavijatura, tonska obrada, produkcija - Raphaela Mayhaus – zborski vokal (sopran) (na 2., 3., 4., 6. i 8. pjesmi) - Bettina Stumm – zborski vokal (sopran) (na 2., 3., 4., 6. i 8. pjesmi) - Ursula Ritters – zborski vokal (alt) (na 2., 3., 4., 6. i 8. pjesmi) - Ergin Onat – zborski vokal (tenor) (na 2., 3., 4., 6. i 8. pjesmi) - Joachim Gebhardt – zborski vokal (bas) (na 2., 3., 4., 6. i 8. pjesmi) - Klaus Bülow – zborski vokal (bas) (na 2., 3., 4., 6. i 8. pjesmi) - Constanze Arens – zborski vokal (sopran) (na 5., 7. i 9. pjesmi) - Riekje Weber – zborski vokal (alt) (na 5., 7. i 9. pjesmi) - Stephan Gade – zborski vokal (tenor) (na 5., 7. i 9. pjesmi) |